# Abancay
Abancay est la capitale de la Région d'Apurimac, au Pérou.
La ville fut fondée en 1574. Elle a longtemps porté le nom de Santiago de Abancay.
Ses rues sont sinueuses et étroites. C'est une ville typique de la montagne, entourée d'eucalyptus et d'arbres fruitiers. La ville est d'ailleurs le marché d'une région de culture de canne a sucre dans les années 1960. 
La ville est célèbre pour ses pains. Elle est le siège du diocèse d'Abancay, érigé en 1958, avec sa cathédrale Notre-Dame-du-Rosaire, datant du XVIIe siècle.

## Personnalités
- José María Arguedas y situe l'action de son roman Les Fleuves profonds (1958).
- Edwin Retamoso (1982-), footballeur international péruvien.